# Ufo 22

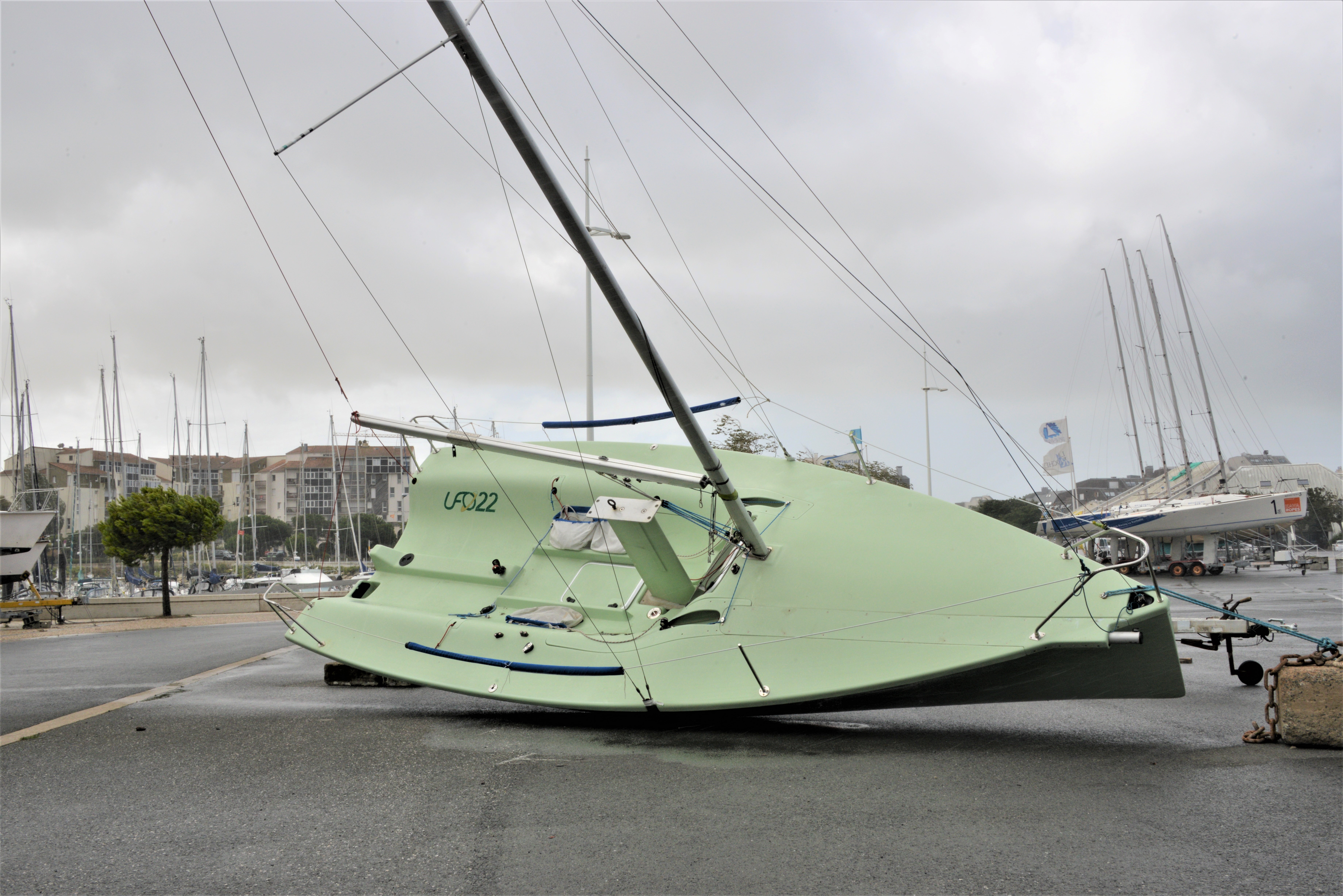
Ein Segelboot Modell UFO 22, das bei einem heftigen Windstoß von seinem Trailer gefallen sein muss. Yachthafen Les Minimes.

Die Ufo 22 ist ein Segelboot mit der Rumpfform einer großen Jolle, hat aber auch einen fast 300 kg schweren Ballastkiel und 1,60 m Tiefgang. Konstruiert wurde sie von Umberto Felci. Das Rigg ist aufs Wesentliche reduziert, so gibt es z. B. weder Traveller noch Trapez oder Reff. Anstelle eines Spinnakers wird ein 50 m² großer Gennaker am ausfahrbaren Gennakerbaum gefahren.